# Estacionamiento

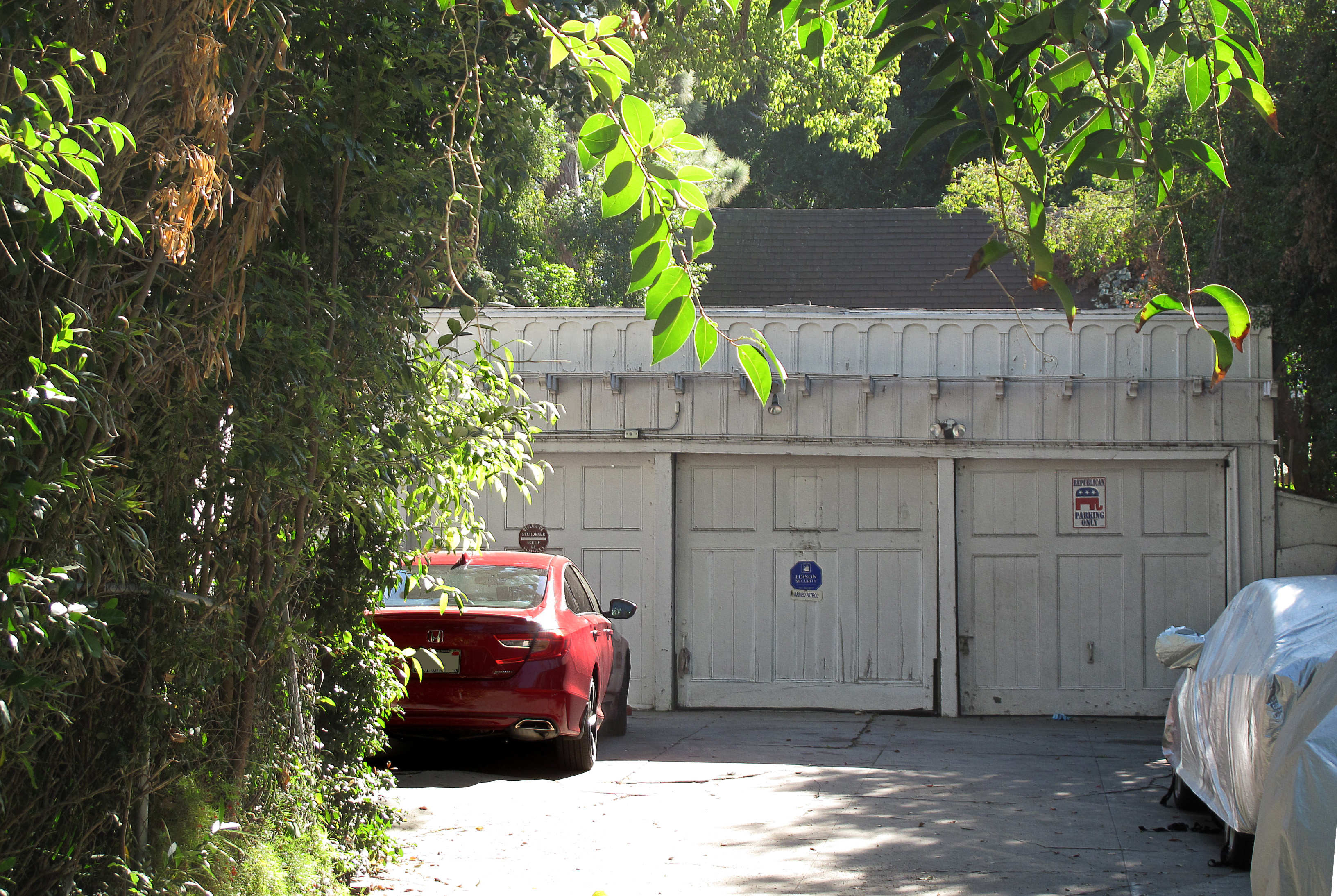
Estacionamiento en una residencia de Hancock Park, Los Angeles.

Un estacionamiento o aparcamiento (Esp.) es el lugar o recinto donde se deja un vehículo por un tiempo indeterminado cualquiera y, en algunos países hispanohablantes, también describe el acto de dejar inmovilizado un vehículo. También se puede considerar estacionamiento a la parte de la vía pública de un centro urbano destinada para aparcar todo tipo de vehículos.
En España, la Instrucción 08/V-74 apartado 3.1 Vías urbanas D.G.T. (del 28 de enero de 2008) no es relevante si los ocupantes se encuentran o no en el interior del vehículo, y basta con que la actividad que desarrollen en su interior no trascienda al exterior mediante el despliegue de elementos que desborden el perímetro del vehículo tales como tenderetes, toldos, dispositivos de nivelación, soportes de estabilización, etc. En México se le llama pensión al lugar donde se pueden dejar, especialmente de noche, los vehículos a cambio de un pago por hora o semanal o mensual. En Colombia es llamado parqueadero, palabra que deriva del inglés parking. En Perú se le denomina playa de estacionamiento. Parqueo y aparcadero también aparecen en el DLE.

## Características
En lugares donde los automóviles son de uso habitual, se construyen instalaciones para el estacionamiento junto a edificios para facilitar el movimiento de los usuarios y ofrecerles seguridad; esto suele hacerse con garajes en los sótanos de los mismos. En muchos núcleos urbanos se aplican desde la década de 1990 esquemas de estacionamiento regulado, siendo de pago y con el objetivo de garantizar un espacio de aparcamiento mínimo para los residentes de una zona concreta y fomentar la rotación de vehículos de no residentes aparcados. Otra posible solución a la escasez de espacio disponible en el centro de las ciudades son los  aparcamientos robotizados.  Este tipo de estacionamientos permiten multiplicar el número de plazas de aparcamiento disponibles en un espacio limitado.
Una revisión sistemática de 44 estudios realizados en el Reino Unido, Estados Unidos, Canadá, Noruega y Suecia determinó que el uso de un circuito cerrado de televisión en estacionamientos es más efectiva para prevenir robos de vehículos. Asimismo, se determinó que la efectividad es mayor cuando la cobertura de la cámara es más amplia, y que esta no tiene efecto alguno sobre delitos violentos.

### Recomendaciones
Al estacionar en pendientes pronunciadas, pese a no ser obligatorio, se recomienda calzar el coche mediante el apoyo de una de las ruedas directrices en el bordillo de la acera, inclinando aquellas hacia el centro de la calzada en las rampas y hacia afuera en las pendientes. Además se deberá dejar accionado el freno de mano y en un vehículo provisto de caja de cambios manual, dejar colocada la primera velocidad, en pendiente ascendente y la marcha hacia atrás, en descendente, o la posición de estacionamiento (P) en caso de vehículos de transmisión automática o secuencial.

## Tipos de estacionamiento

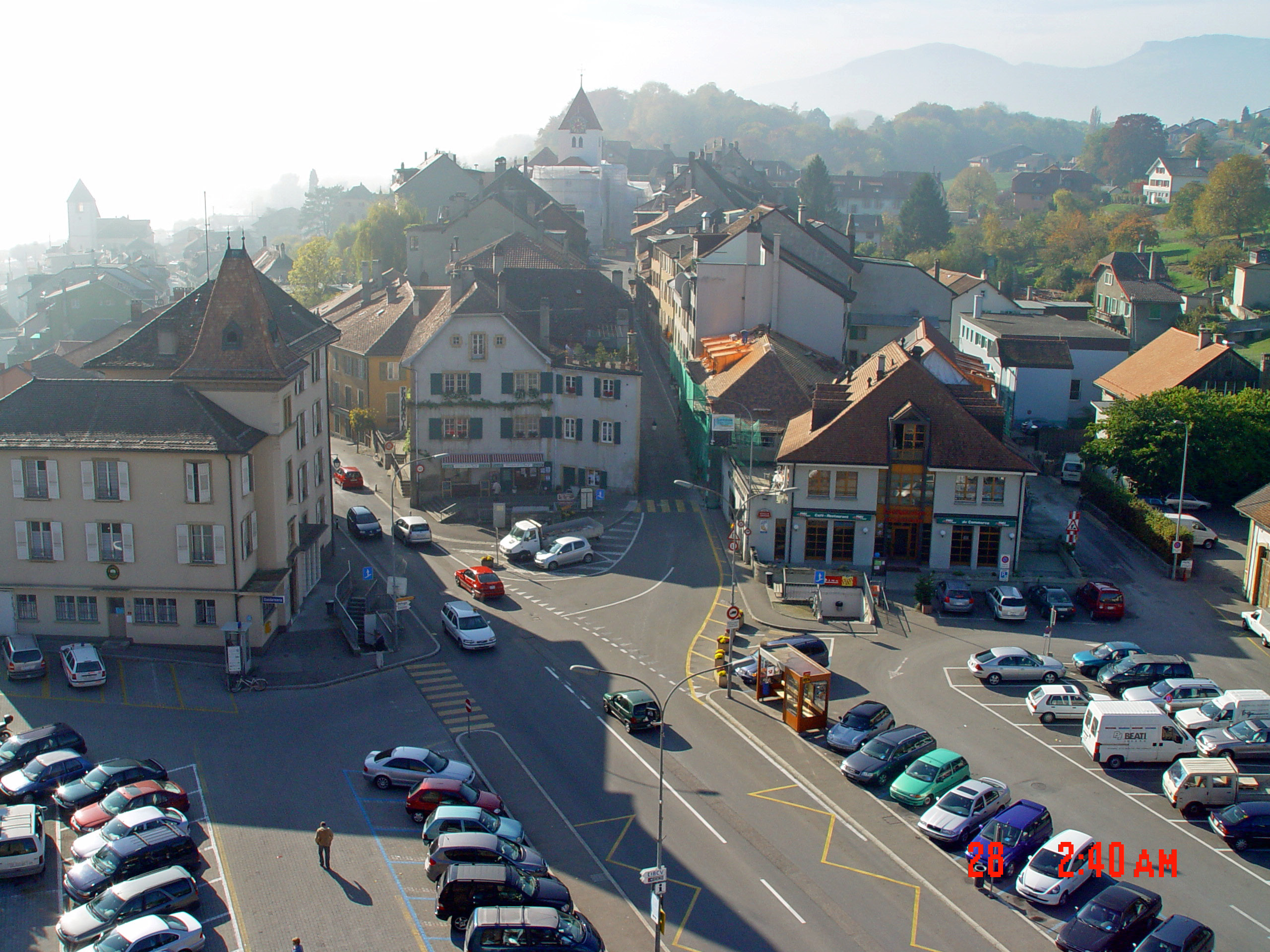
Estacionamiento en una ciudad.

Existen varios criterios para definir el tipo de estacionamiento: según su funcionamiento, su construcción, su finalidad, etc. 

### Según su funcionamiento
Hay dos modalidades de instalaciones: totalmente robotizadas y parcialmente robotizadas. En la primera el vehículo se transporta de forma automática, sin conductor, mediante equipos de elevación y transporte hasta su almacenamiento. En un aparcamiento parcialmente mecanizado es el conductor quien conduce el vehículo hasta la plaza del aparcamiento, de forma que aumenta la capacidad de los estacionamientos.
Además, también existe otra modalidad de aparcamiento con servicio para viajeros. Existen empresas que centran su actividad en recoger vehículos, estacionarlos desde unas horas a varios días, y devolverlos a los clientes donde soliciten. Se puede hablar de tres tipos de estacionamientos diferentes dependiendo de la localización en la cual se realizan los servicios:
- Estacionamiento en aeropuerto.
- Estacionamiento en estación de tren.
- Estacionamiento en puerto.

Otra posible clasificación de estacionamiento depende de las características específicas del servicio para viajeros. En este caso concreto habría que hablar de tres tipos de diferentes:
- Valet parking: Este tipo de estacionamiento también es conocido como aparcacoches. Es decir, el cliente no tiene porque desplazarse más allá del lugar en el que estableció que se le iba a recoger el vehículo. Es un empleado el que recoge y entrega el vehículo.
- Aparcamiento disuasorio: En estos estacionamientos son los propios clientes los que llegan con sus vehículos, los aparcan y luego el propio aparcamiento en su autobús es el que lleva a los clientes o bien a la estación de tren, al aeropuerto o al puerto, dependiendo de lo contratado. Se trata de un estacionamiento en el que es más rentable las largas estancias.
- Estacionamiento rotacional: Está cerca de la estación de tren, el puerto o el aeropuerto, pero suelen ser estacionamientos en los que es más rentable dejar el vehículo durante poco tiempo, ya que pese a estar más cerca del destino las tarifas son más altas porque la tarificación se realiza por minutos. Además, son los propios clientes lo que aparcan y recogen su coches.

### Según su construcción
Existe una primera distinción básica que es diferenciar si el estacionamiento está cubierto o descubierto. Los descubiertos generalmente son llamados playas de estacionamiento y pueden tener toldos o algún dispositivo de protección similar. Los cubiertos suelen tener más de un piso y tener subsuelos. La tipología resultante, "Garaje Comercial", se origina a principios del siglo XIX y posee una fachada muraria que oculta tras de sí una estructura sencilla con techo metálico. El elemento protagonista por excelencia es el ascensor o rampa que permite la distribución de los automóviles. Es común la hibridación con otros usos, generalmente comerciales e incluso la vivienda.

### Según su finalidad

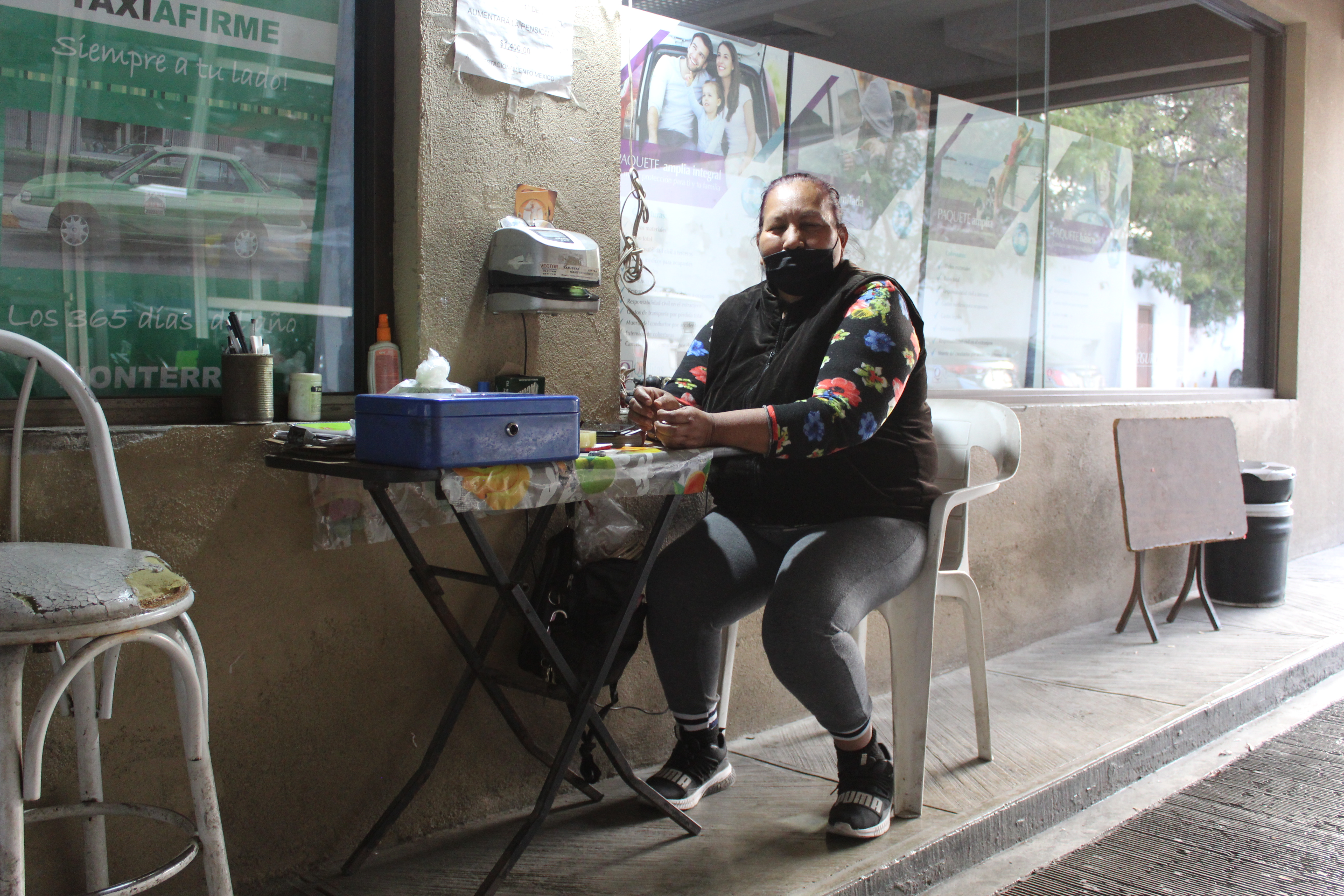
Mujer encargada de un aparcamiento en el norte de México.

El aparcamiento compartido es una práctica con origen en la primera mitad de la década de 1980.[cita requerida] Basa su concepto en dos pilares:
- Muchas plazas de aparcamiento sólo se usan a tiempo parcial, bien sea para uso laboral, residencial u ocio.
- Se puede encontrar a distintas personas que hagan uso de una misma plaza de garaje en horarios complementarios.

Existen distintas variantes del aparcamiento compartido:
1. Aparcamiento en la calle. Se trata de la modalidad en la que se consigue una mayor tasa de ocupación de las plazas. Especialmente cuando están ubicados en zonas céntricas o donde se registre una mezcla equilibrada de usos residencial, laboral y ocio. Este tipo de esquemas es habitualmente regulado por las autoridades locales competentes.
2. Aparcamiento zonal. Consiste en la asignación de un número de plazas inferior al de vehículos que las van a ocupar. Por ejemplo, una empresa puede contratar 150 plazas para que aparquen sus 200 empleados, conscientes de que no es probable que todos los empleados se encuentren trabajando simultáneamente.
3. Aparcamiento repartido. Se aplica generalmente en zonas que combinan uso laboral y de ocio, como puede ser un centro de oficinas próximo a un centro comercial. En estos casos, los horarios punta para ambos usos se producen en distintos momentos. Por este motivo, resulta más eficiente el empleo de una superficie de aparcamiento compartida que dos superficies independientes. En este ejemplo, cada uno de los centros puede necesitar 1000 plazas para sus horas punta, y resulta más eficiente compartir 1500 plazas que habilitar dos aparcamientos de 1000 plazas cada uno.

## Lugares donde está permitido estacionar
- En vías interurbanas:

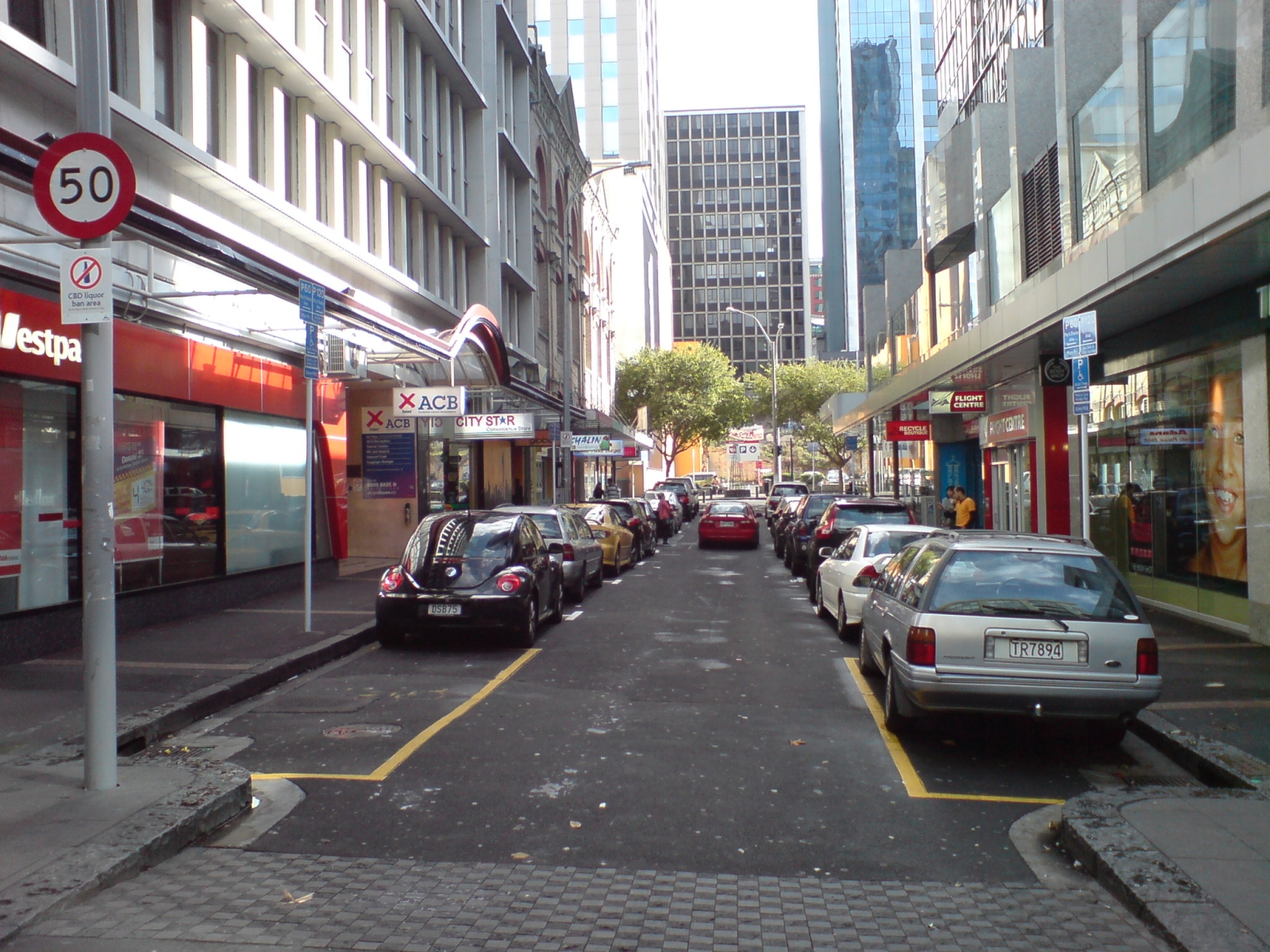
Aparcamiento en línea a ambos lados de una calle.

  - Carreteras convencionales. Fuera de la calzada, en el lado derecho de la misma y dejando libre la parte transitable del arcén.
  - Autopistas y autovías. Únicamente en los lugares habilitados a dicho fin. (Áreas de servicio y similares)
- En vías urbanas y travesías:
  - De doble sentido. Tanto la parada como el estacionamiento, se pueden realizar en la calzada o en el arcén, pero situando el vehículo lo más cerca posible del borde derecho, salvo señalización contraria que prohíba dichas maniobras.
  - De sentido único. Se puede situar el vehículo tanto en el lado izquierdo como en el derecho de la calzada o del arcén, salvo que igualmente esté expresamente prohibido.

Tanto en las vías de doble sentido como de sentido único, el estacionamiento puede estar condicionado por Ordenanza Municipal al pago de una tasa o canon, o bien puede estar limitada su duración.

## Prohibiciones generales

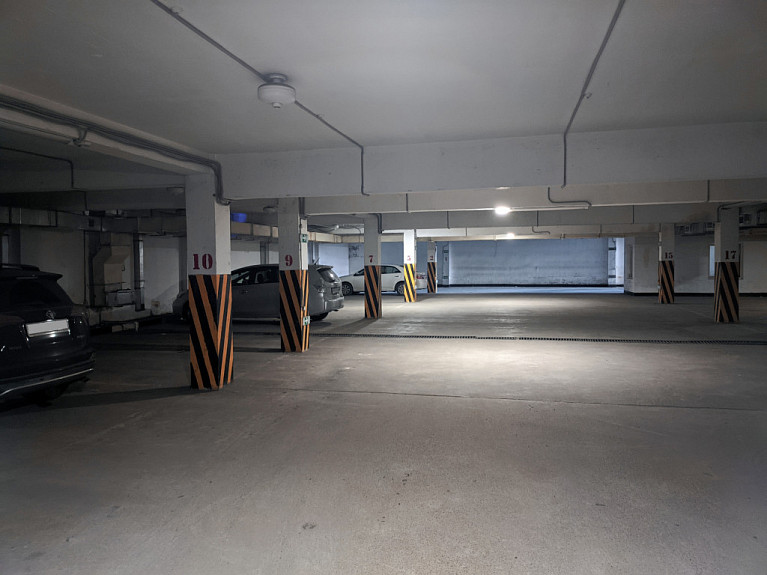
Aparcamiento subterráneo en un centro comercial.

Está prohibido estacionar, en todos los casos, en los siguientes lugares o circunstancias:
- En una vía de doble sentido, en la mitad opuesta al sentido de circulación.
- Donde al estacionar dejemos libres menos de 3 metros en nuestro carril (considerado estrecho).
- En autopistas, autovías, o rutas, excepto en los lugares habilitados a tal efecto (esto es así en casi todo el mundo).
- En las curvas y cambios de rasante de visibilidad reducida, en sus proximidades y en los túneles.
- En pasos a nivel, pasos para ciclistas y pasos para peatones.
- En los carriles o partes de la vía reservados exclusivamente para la circulación o para el servicio de determinados usuarios.
- En las intersecciones y en sus proximidades, si se dificulta el giro a otros vehículos o, en vías interurbanas, si se produce peligro por falta de visibilidad.
- Sobre los raíles de tranvías o tan cerca de ellos que pueda entorpecerse su circulación.
- En los lugares donde se impida la visibilidad de la señalización a los usuarios a quienes les afecte u obligue a hacer maniobras.
- En los túneles y pasos inferiores.
- En los carriles destinados al uso exclusivo del transporte público urbano, o en los reservados para las bicicletas.
- En las zonas destinadas para estacionamiento y parada de uso exclusivo para el transporte público urbano.
- En zonas señalizadas para uso exclusivo de personas con discapacidad y pasos de peatones.
- En las entradas y salidas de espacios destinados a aparcar, portones de garaje residencial y accesos a talleres mecánicos.
- Contiguo a instituciones financieras (se conoce como zona de seguridad bancaria). Sólo están autorizados a ello los vehículos blindados de transporte de valores.
- En ciertos puntos de locales comerciales exclusivos para vehículos de carga a fin de cargar o descargar mercancías (se les conoce como zona de carga y descarga o simplemente zona de carga).